# ذلب كبير الحدبات
ذلب كبير الحدبات (الاسم العلمي:Sansevieria grandicuspis) هو نوع من النباتات يتبع جنس الذلب من الفصيلة الهليونية.